# San Juan Monte Flor
 San Juan Monte Flor es un poblado que está situado en el municipio de San Juan Tamazola. San Juan Monte Flor está a 2296 metros de altitud.

## Geografía
Está ubicada a 17°07'23" latitud norte y 97°04'31" longitud oeste.

## Población
Según el censo de población de INEGI del 2010: la comunidad cuenta con una población total de 277 habitantes, de los cuales 138 son mujeres y 139 son hombres. Del total de la población 147 personas hablan el mixteco, divididos en 70 hombres y 77 mujeres.

## Ocupación
El total de la población económicamente activa es de 79 habitantes, de los cuales 63 son hombres y 16 son mujeres.